# Maximiliano Pérez
Maximiliano Daniel Pérez Tambasco (Buenos Aires, 26 ottobre 1986) è un ex calciatore argentino naturalizzato uruguaiano, di ruolo centrocampista.